# Speyeria lurana
Speyeria lurana är en fjärilsart som beskrevs av Dos Passos och William Grey 1945. Speyeria lurana ingår i släktet Speyeria och familjen praktfjärilar. Inga underarter finns listade i Catalogue of Life.